# New Loud Rockets
New Loud Rockets fue una banda indie originaria de Ciudad del Cabo, Sudáfrica, conformada por John Seth (vocalista y teclados), Jadan McCullough (guitarra), Steve Huson (guitarra líder), David Huson (bajo eléctrico) y Philip Erasmus (batería). Activa desde principios de 2006, New Loud Rockets lanzó su primer EP titulado Let’s Play House (2007).